# Linares (Gerichtsbezirk)
Der Gerichtsbezirk Linares ist einer der zehn Gerichtsbezirke in der Provinz Jaén.
Der Bezirk umfasst 4 Gemeinden auf einer Fläche von 448,51 km² mit dem Hauptquartier in Linares.

## Gemeinden
| Gemeinde               | Einwohner (2024) | Fläche km² | Dichte Einw./km² | Cod INE | Postleitzahl |
| ---------------------- | ---------------- | ---------- | ---------------- | ------- | ------------ |
| Bailén                 | 17.264           | 117,14     | 147              | 23010   | 23710        |
| Jabalquinto            | 1.961            | 73,24      | 27               | 23049   | 23712        |
| Linares                | 55.261           | 196,70     | 281              | 23055   | 23700        |
| Torreblascopedro       | 2.402            | 61,43      | 39               | 23085   | 23510        |
| Gerichtsbezirk Linares | 76.888           | 448,51     | 171              | –       | –            |